# Chiesa di Sant'Antonio (Ruffré-Mendola)
La chiesa di Sant'Antonio, o più precisamente chiesa di Sant'Antonio Abate, è la parrocchiale di Ruffré, frazione e sede comunale di Ruffré-Mendola in Trentino. Fa parte della zona pastorale delle Valli del Noce e risale al XIV secolo.

## Storia

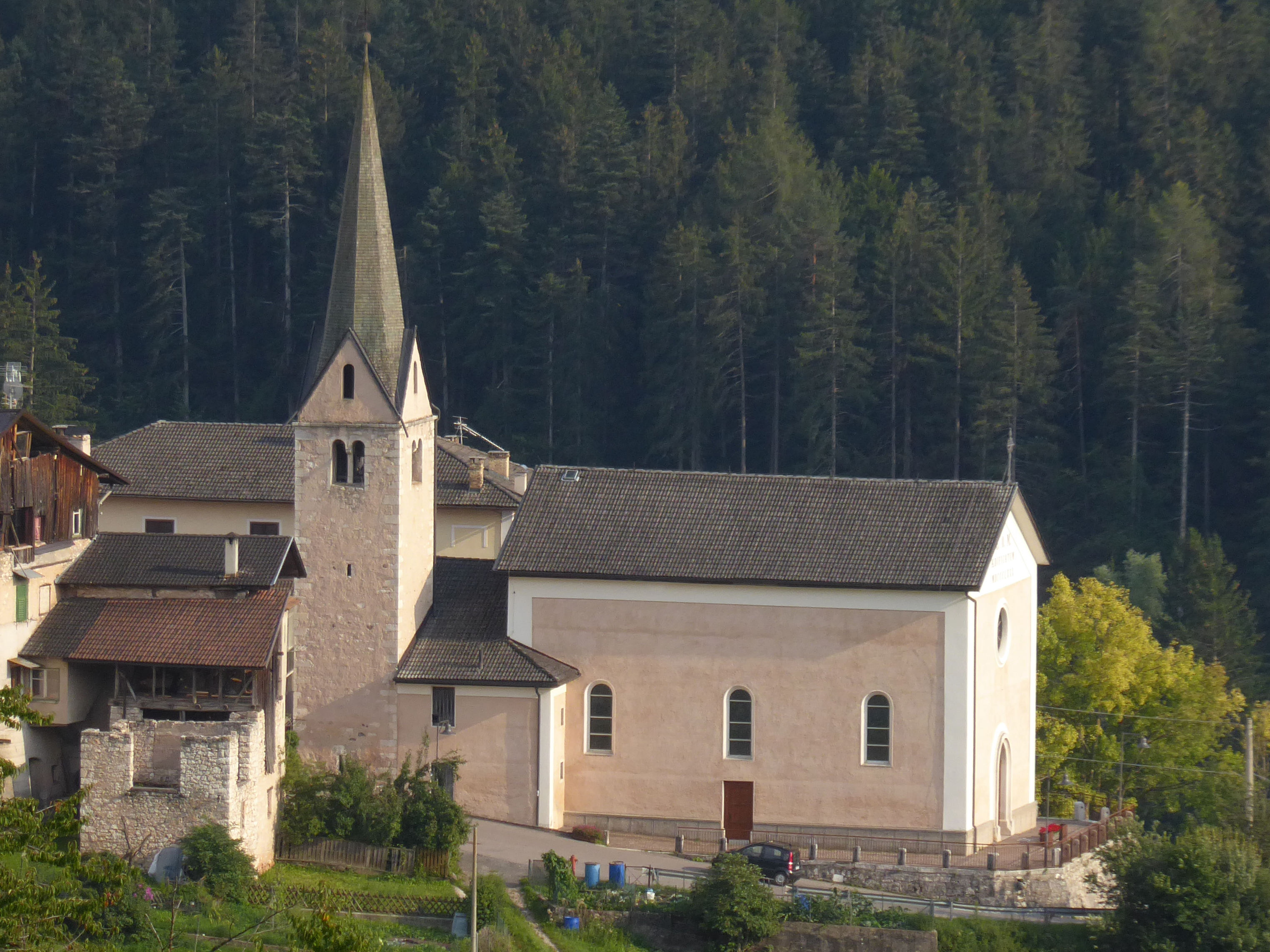
Chiesa di Sant'Antonio.

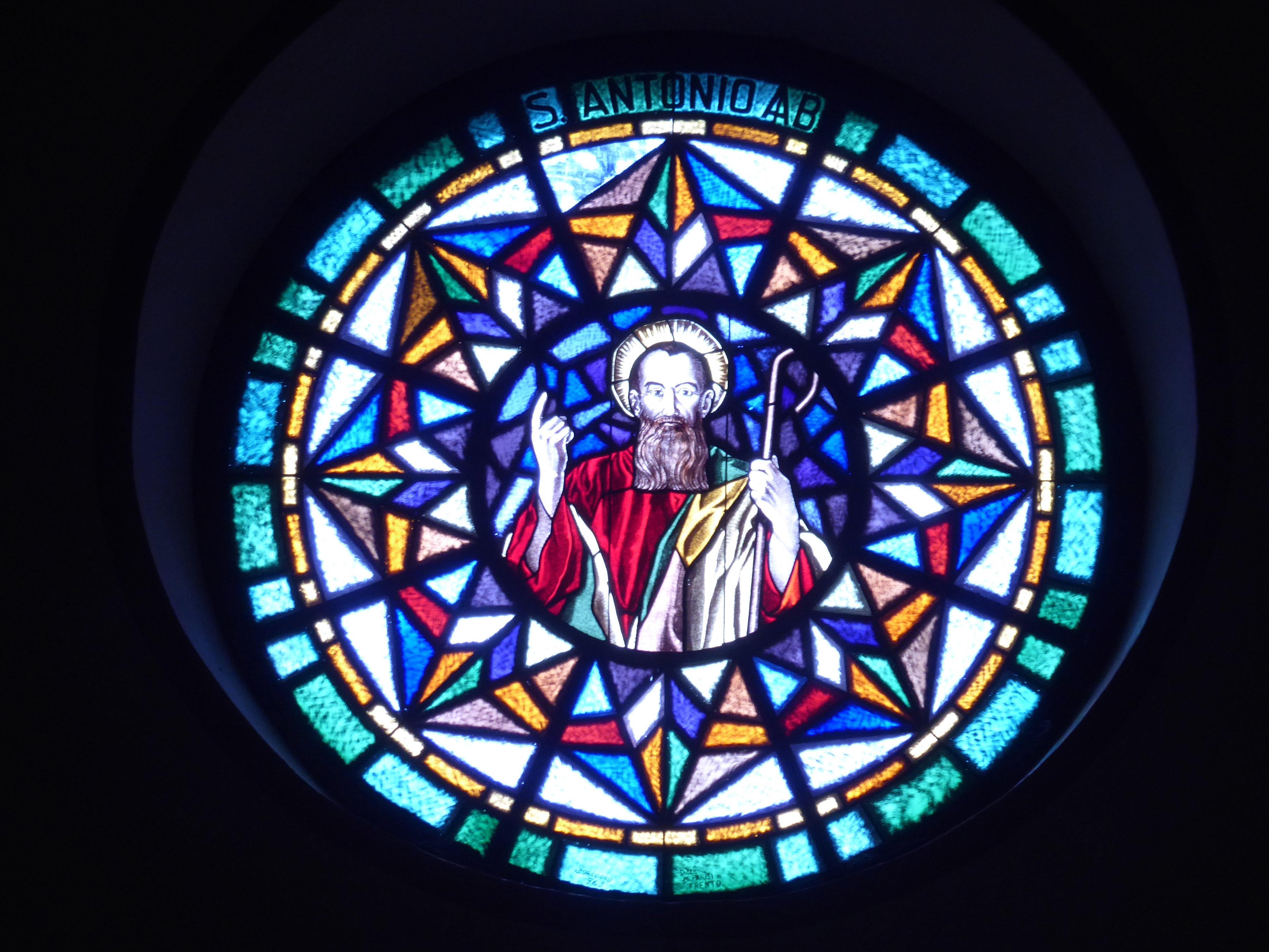
Vetrata policroma del rosone che raffigura Sant'Antonio abate.

La chiesa risale al periodo tardoromanico e la sua solenne consacrazione fu celebrata il 5 maggio 1403. La torre campanaria fu eretta nel 1456 e nei documenti relativi alla visita pastorale del 1579 veniva registrata la pessima condizione della copertura del tetto, che con ogni probabilità fu restaurata entro il XVI secolo.
Nel 1742 ebbe la concessione della custodia dell'Eucaristia e l'anno successivo la sala venne ampliata. Venne elevata a dignità curaziale nel 1754 e poco più di dieci anni più tardi accanto alla chiesa venne costruito il cimitero della comunità. Questo cimitero, nella seconda metà del secolo successivo, venne poi spostato fuori dal paese.
Nel periodo compreso tra il 1878 e il 1885 l'edificio, su progetto di Anton Geppert, venne ampliato con la ricostruzione completa della navata e con l'inserimento di nuovi arredi liturgici compreso fonte battesimale e altare maggiore. La nuova solenne consacrazione fu officiata dal vescovo di Trento Giovanni Giacomo della Bona e in tale cerimonia, presso l'altare maggiore, vennero sistemate reliquie dei santi Paziente e Dorotea.
Subito dopo la fine della prima guerra mondiale, nel 1919, venne elevata a dignità parrocchiale e nel 1938 il pittore Matteo Tevini ne arricchì gli interni con i suoi affreschi. Nel 1963 venne sostituite le vetrate dalla ditta Parisi di Trento. Seguirono altri interventi sia conservativi sia di adeguamento liturgico con l'eliminazione dello storico altare maggiore.
All'inizio del XXI secolo venne posata la nuova pavimentazione del sagrato e l'intero edificio venne ritinteggiato.

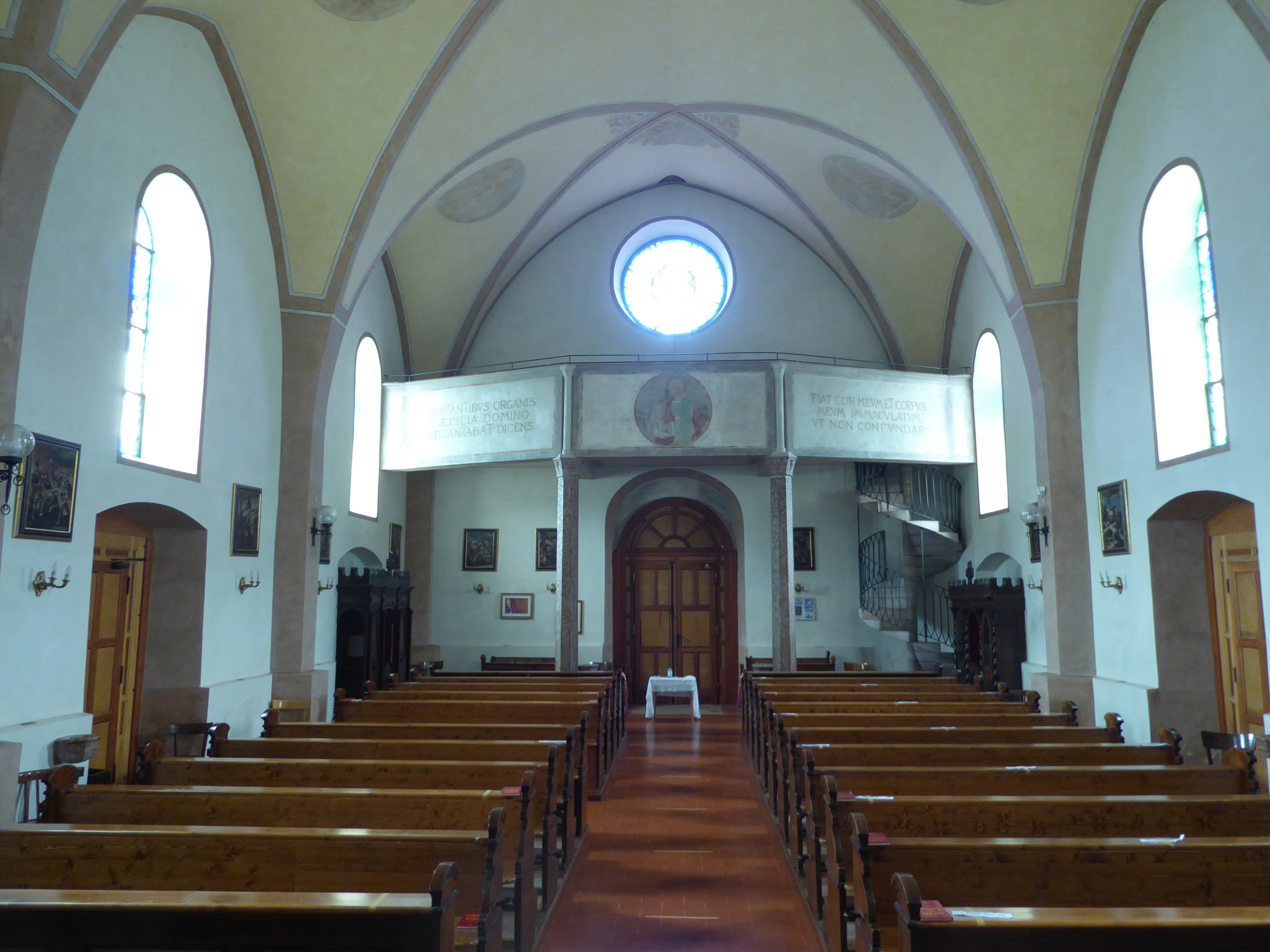
Controfacciata.

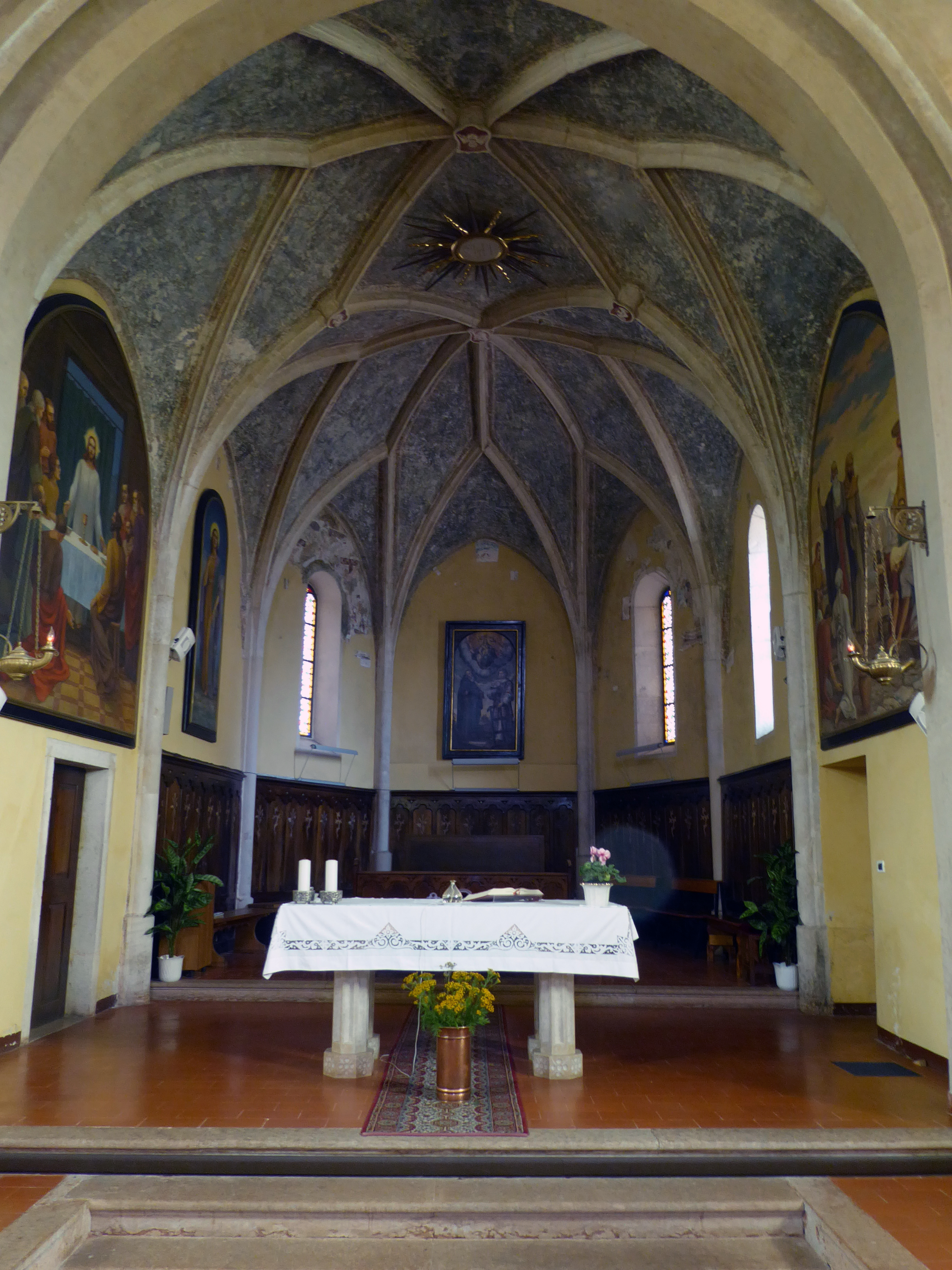
Presbiterio.

## Descrizione

### Esterni
La parrocchiale di Sant'Antonio si trova in località Costa, a Ruffré.  La facciata a capanna con due spioventi è caratterizzata dal portale di accesso con cornice a tutto sesto e dal grande rosone con vetrata policroma con la raffigurazione del titolare. I battenti in legno del portale sono arricchiti da pannelli scolpiti con le immagini di papa Giovanni XXIII, papa Paolo VI e Atenagora di Costantinopoli. La torre campanaria si alza in posizione molto arretrata, sulla sinistra, accanto alla sagrestia ed alla parte absidale. La cella campanaria si apre con quattro finestre a bifora.

### Interni
La navata interna è unica e divisa in tre campate con volte a botte unghiate. Attraverso l'arco santo si accede al presbiterio leggermente rialzato. 
Le decorazioni ad affresco degli interni sono di Matteo Tevini mentre la pala d'altare nel presbiterio è opera di Hans Larester. La Via Crucis è opera di Mattia Lampi.